# 出水郡医師会広域医療センター
公益社団法人出水郡医師会広域医療センター（こうえきしゃだんほうじん いずみぐんいしかいこういきいりょうせんたー）は鹿児島県阿久根市にある病院。旧・出水郡医師会立阿久根市民病院。前身は「国立療養所阿久根病院」。1989年（平成元年）に国の「国立病院・療養所の再編成計画」に伴い、初の民間移譲により設立された医療機関である。病床数は一般病床222床。

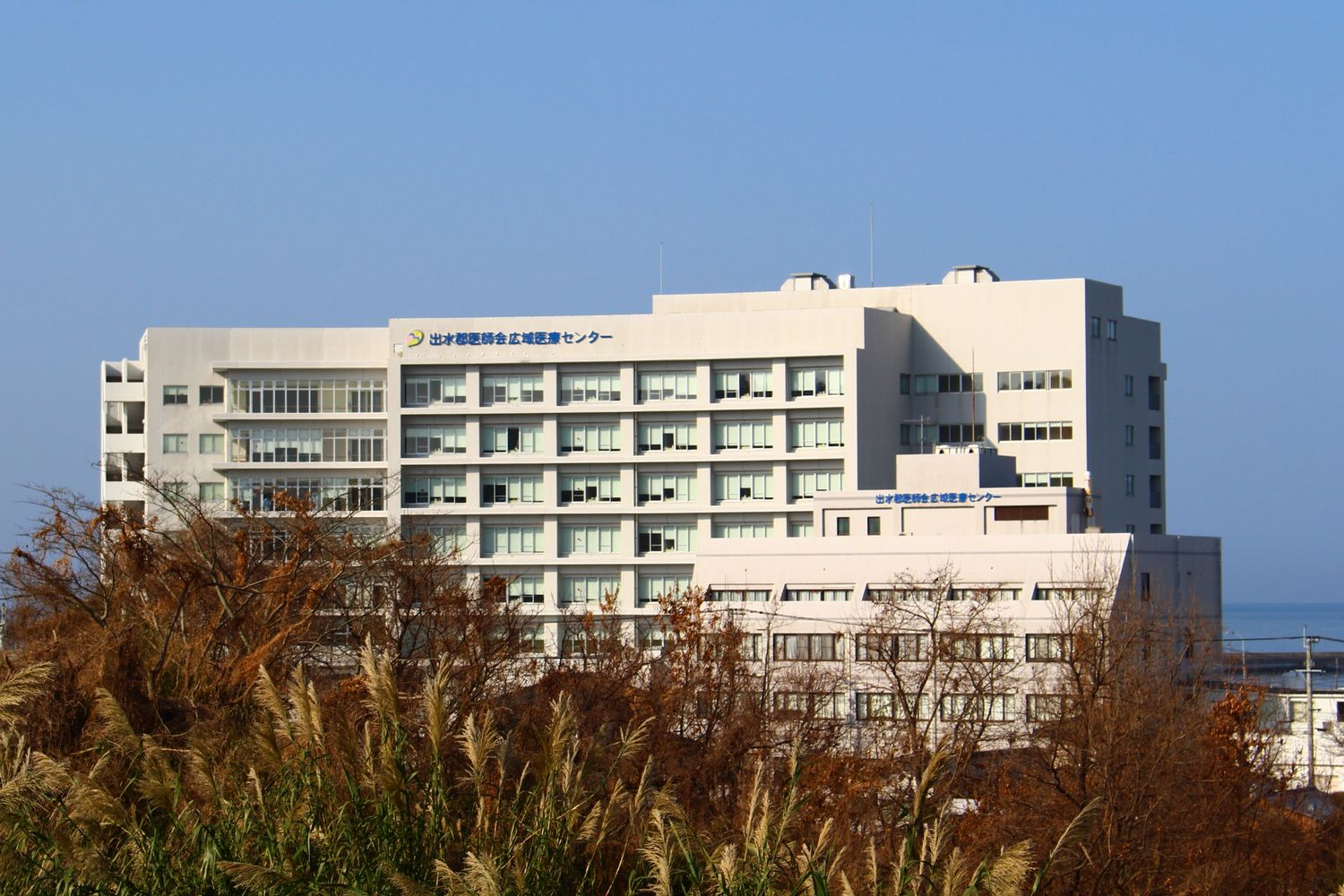
施設概観(2022年3月)

## 診療科目
- 内科
- 循環器内科
- 消化器外科
- 消化器内科
- 神経内科（非常勤）
- 放射線科
- 外科
- 小児外科
- 整形外科
- 脳神経外科
- 麻酔科
- 泌尿器科
- 耳鼻咽喉科（非常勤）
- リハビリテーション科
- 眼科

## 付属施設
- 附属看護学校
- 出水郡医師会広域医療センター院内託児所